# Yuba City
Yuba City é uma cidade localizada no estado americano da Califórnia, no condado de Sutter, do qual é sede. Foi incorporada em 23 de janeiro de 1908.

## Geografia
De acordo com o United States Census Bureau, a cidade tem uma área de 38 km², onde 37,8 km² estão cobertos por terra e 0,2 km² por água.

### Localidades na vizinhança
O diagrama seguinte representa as localidades num raio de 16 km ao redor de Yuba City.

## Demografia
Segundo o censo nacional de 2010, a sua população é de 64 925 habitantes e sua densidade populacional é de 1 719,32 hab/km². É a cidade mais populosa do condado de Sutter e também a que, em 10 anos, teve o maior crescimento populacional. Possui 23 174 residências, que resulta em uma densidade de 613,69 residências/km².

## Artes e cultura

### Eventos anuais

#### Desfile Sique
Yuba City é conhecida por sua considerável comunidade Sique. A população Sikh na área de Yuba–Sutter cresceu e se tornou uma das maiores dos Estados Unidos e uma das maiores populações Sique fora do estado de Panjabe, na Índia. Todos os anos, no primeiro domingo de novembro, Siques dos Estados Unidos, Canadá, Índia, Reino Unido e de todo o mundo comparecem ao desfile Sique em Yuba City, que comemora o recebimento pelos Siques de sua escritura sagrada, o Guru Granth Sahib, em 1708. O desfile de 4,5 milhas (7,2 km) apresenta carros alegóricos e uma procissão de participantes do desfile. O desfile de 2005 atraiu cerca de 56.000 pessoas, enquanto o desfile de 2007 foi estimado em atrair entre 75.000 e 85.000 pessoas de origem Sique e não Sique. Em 2008, estima-se que 80.000 pessoas compareceram ao evento, que agora é considerado um dos maiores encontros no Norte da Califórnia. Em 2012, os participantes do desfile aumentaram para um número estimado de 150.000 pessoas.